# Olympische Sommerspiele 2008/Leichtathletik – 100 m Hürden (Frauen)

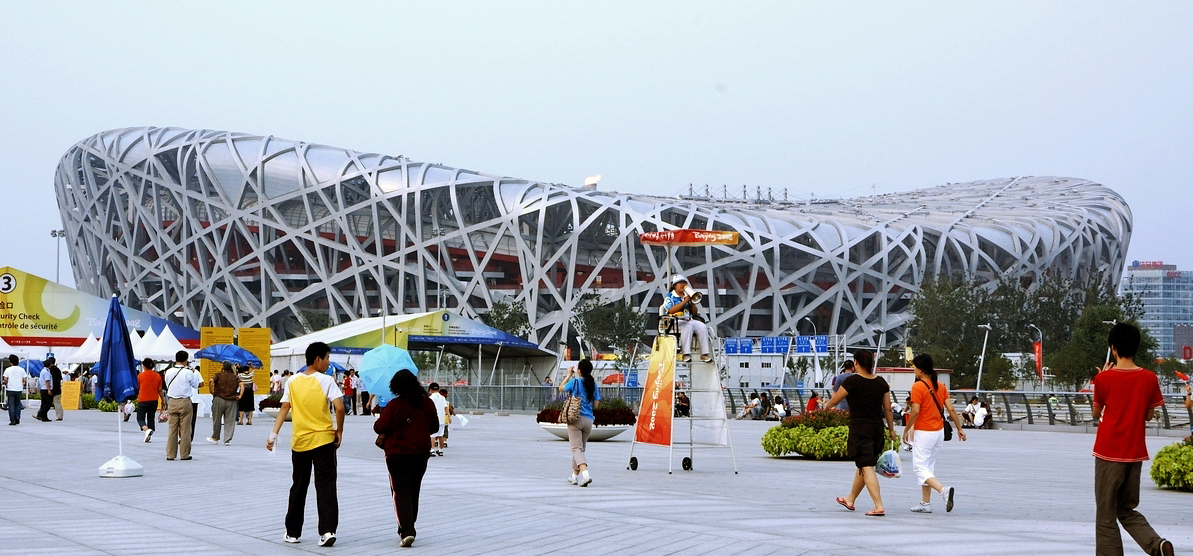
Das Vogelnest – Olympiastadion von Peking

Der 100-Meter-Hürdenlauf der Frauen bei den Olympischen Spielen 2008 in Peking wurde vom 17. bis 19. August 2008 im Nationalstadion ausgetragen. Vierzig Athletinnen nahmen daran teil.
Olympiasiegerin wurde die US-Amerikanerin Dawn Harper vor der Australierin Sally McLellan. Die Bronzemedaille gewann Priscilla Lopes-Schliep aus Kanada.

## Aktuelle Titelträgerinnen
| Olympiasiegerin 2004                      | Joanna Hayes ( USA)               | 12,37 s | Athen 2004          |
| Weltmeisterin 2007                        | Michelle Perry ( USA)             | 12,46 s | Ōsaka 2007          |
| Europameisterin 2006                      | Susanna Kallur ( Schweden)        | 12,59 s | Göteborg 2006       |
| Panamerikanische Meisterin 2007           | Delloreen Ennis-London ( Jamaika) | 12,65 s | Rio de Janeiro 2007 |
| Zentralamerika und Karibik-Meisterin 2008 | Anay Tejeda ( Kuba)               | 12,61 s | Cali 2008           |
| Südamerika-Meisterin 2007                 | Brigitte Merlano ( Kolumbien)     | 13,27 s | São Paulo 2007      |
| Asienmeisterin 2007                       | Mami Ishino ( Japan)              | 13,26 s | Amman 2007          |
| Afrikameisterin 2008                      | Fatmata Fofanah ( Guinea)         | 13,10 s | Addis Abeba 2008    |
| Ozeanienmeisterin 2008                    | Milika Tuivanuavou ( Fidschi)     | 16,22 s | Saipan 2008         |

## Rekorde

### Bestehende Rekorde
| Weltrekord         | 12,21 s | Jordanka Donkowa ( Bulgarien) | Stara Sagora, Bulgarien       | 20. August 1988 |
| Olympischer Rekord | 12,37 s | Joanna Hayes ( USA)           | Finale OS Athen, Griechenland | 27. Juli 1996   |

Der bestehende olympische Rekord wurde bei diesen Spielen nicht erreicht. Die im Finale siebtplatzierte US-Amerikanerin LoLo Jones erzielte im schnellsten Rennen, dem ersten Halbfinale, bei einem Rückenwind von 0,2 m/s 12,42 s. Damit verfehlte sie den Rekord um fünf Hundertstelsekunden. Zum Weltrekord fehlten ihr 21 Hundertstelsekunden.

### Rekordverbesserungen
Es gab zwei neue Landesrekorde, die beide im fünften Vorlauf am 17. August bei einem Gegenwind von 0,8 m/s aufgestellt wurden:
- 13,01 s – Aleesha Barber (Trinidad und Tobago)
- 13,49 s – Dedeh Erawati (Indonesien)

## Vorrunde
Es fanden fünf Vorläufe statt. Die jeweils beiden ersten eines jeden Laufs (hellblau unterlegt) sowie die nächsten sechs zeitschnellsten Athletinnen (hellgrün unterlegt) qualifizierten sich für die Halbfinals.

### Vorlauf 1

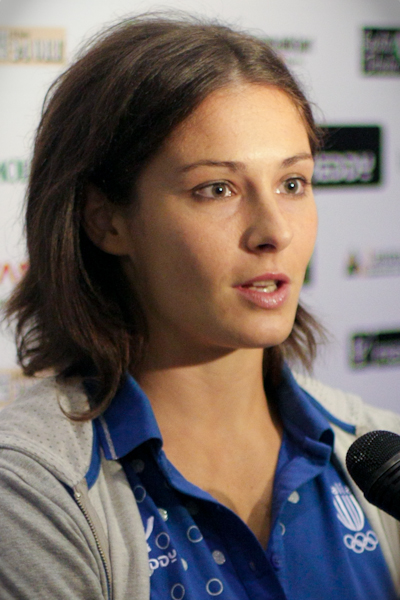
Micol Cattaneo – ausgeschieden als Fünfte des ersten Vorlaufs
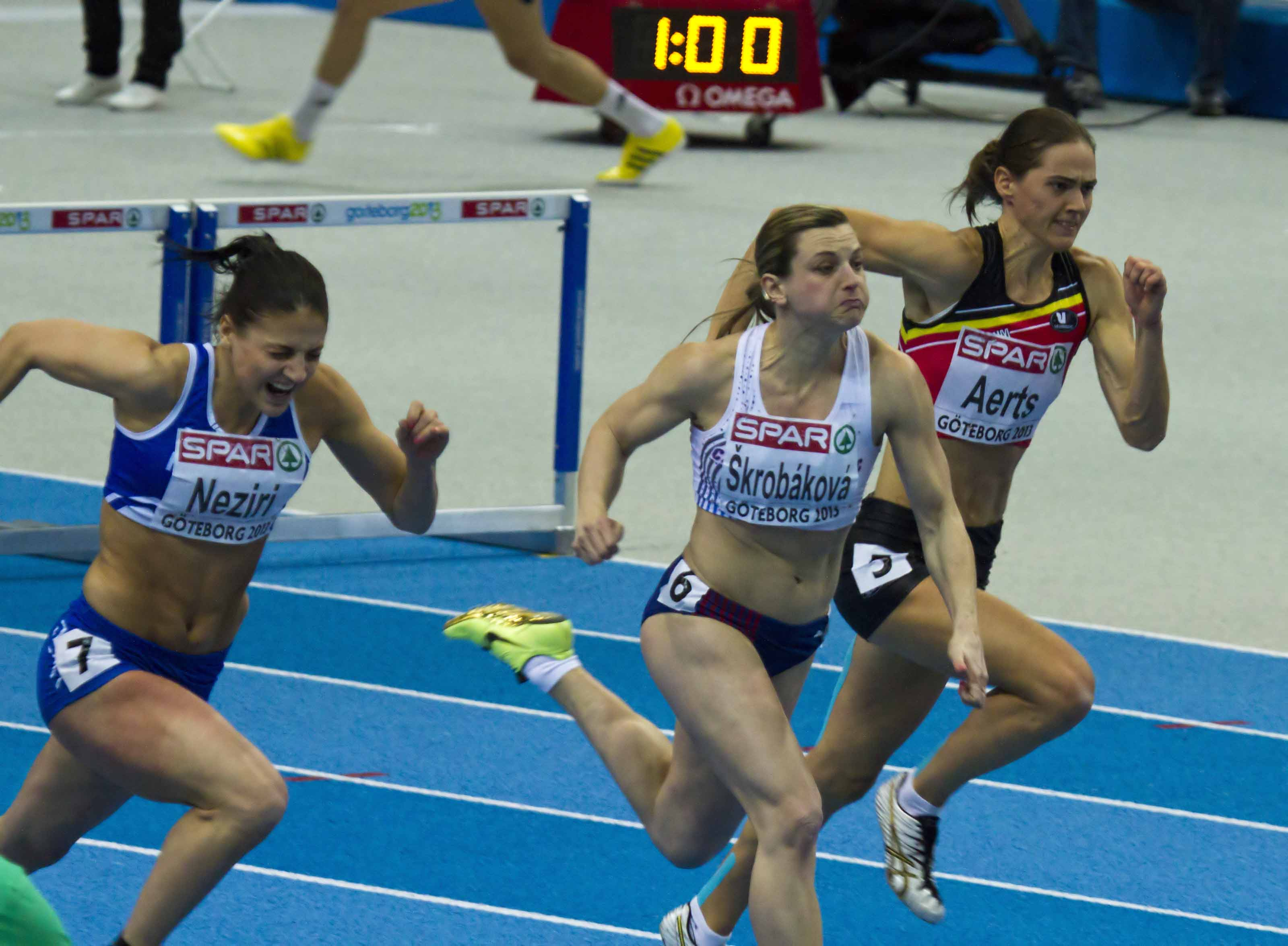
Lucie Škrobáková (Mitte) – ausgeschieden als Sechste des ersten Vorlaufs

17. August 2008, 19:00 Uhr
Wind: −0,2 m/s
| Platz | Name                     | Nation     | Zeit    |
| ----- | ------------------------ | ---------- | ------- |
| 1     | Josephine Nnkiruka Oniya | Spanien    | 12,68 s |
| 2     | Susanna Kallur           | Schweden   | 12,68 s |
| 3     | Nevin Yanıt              | Türkei     | 12,94 s |
| 4     | Aurelia Trywiańska       | Polen      | 12,98 s |
| 5     | Micol Cattaneo           | Italien    | 13,13 s |
| 6     | Lucie Škrobáková         | Tschechien | 13,18 s |
| 7     | Kazjaryna Paplauskaja    | Belarus    | 13,39 s |
| 8     | Miriam Bobková           | Slowakei   | 13,65 s |

### Vorlauf 2

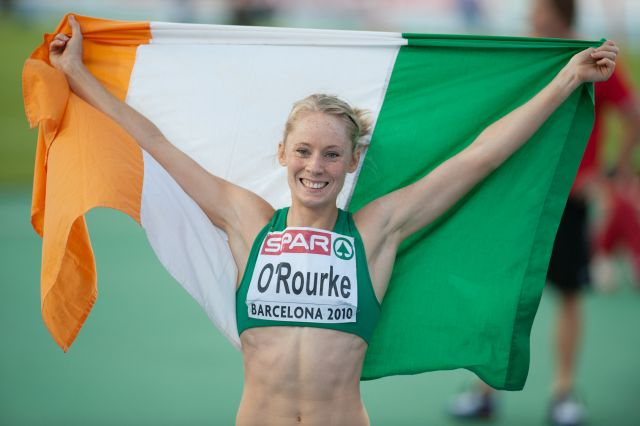
Derval O’Rourke – ausgeschieden als Sechste des zweiten Vorlaufs
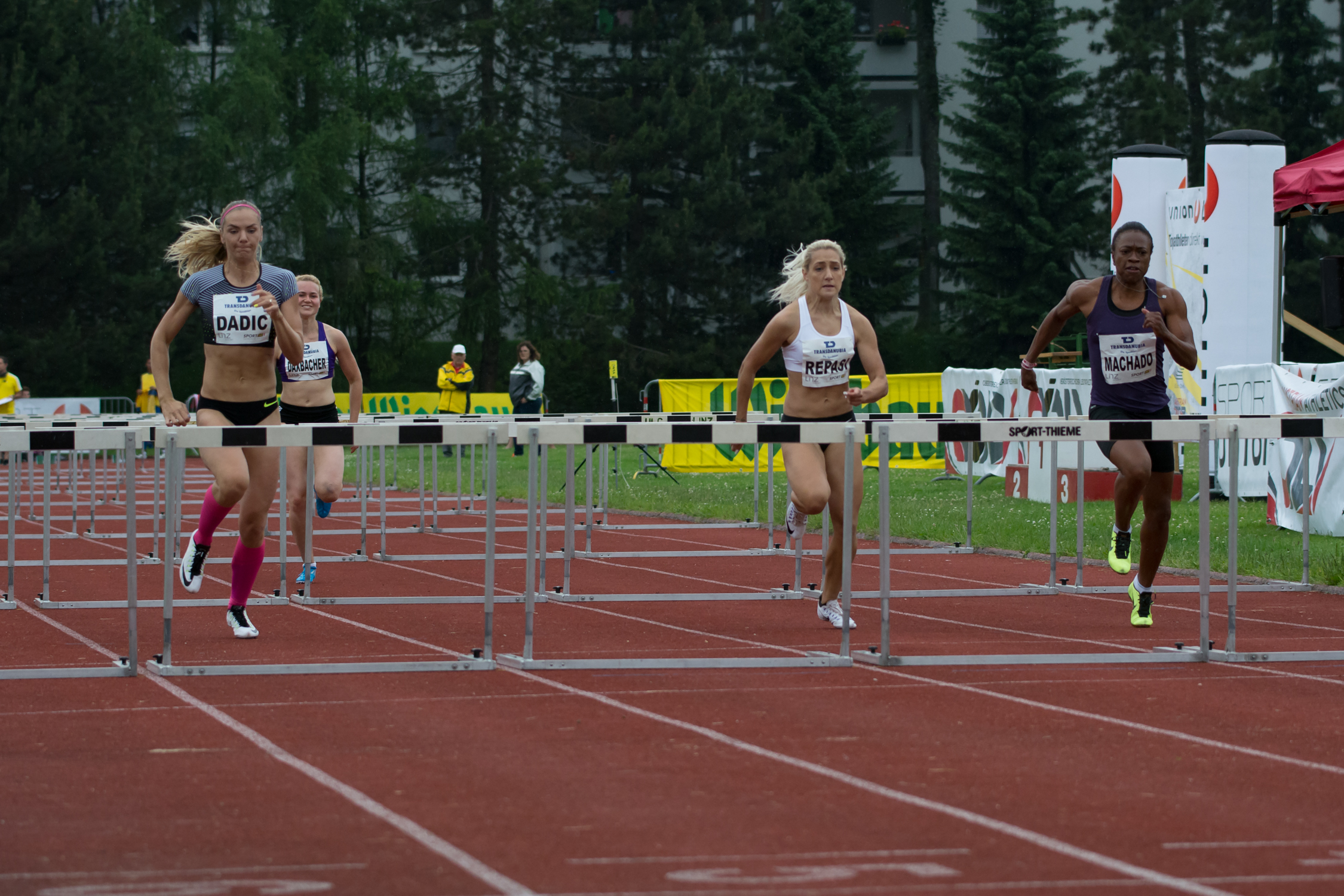
Maíla Machado (rechts) – ausgeschieden als Siebte des zweiten Vorlaufs

17. August 2008, 19:07 Uhr
Wind: −0,1 m/s
| Platz | Name                    | Nation      | Zeit    |
| ----- | ----------------------- | ----------- | ------- |
| 1     | Vonette Dixon           | Jamaika     | 12,69 s |
| 2     | Priscilla Lopes-Schliep | Kanada      | 12,75 s |
| 3     | Damu Cherry             | USA         | 12,92 s |
| 4     | Carolin Nytra           | Deutschland | 12,95 s |
| 5     | Alexandra Antonowa      | Russland    | 13,18 s |
| 6     | Derval O’Rourke         | Irland      | 13,22 s |
| 7     | Maíla Machado           | Brasilien   | 13,45 s |
| 8     | Fadwa al-Bouza          | Syrien      | 14,24 s |

### Vorlauf 3

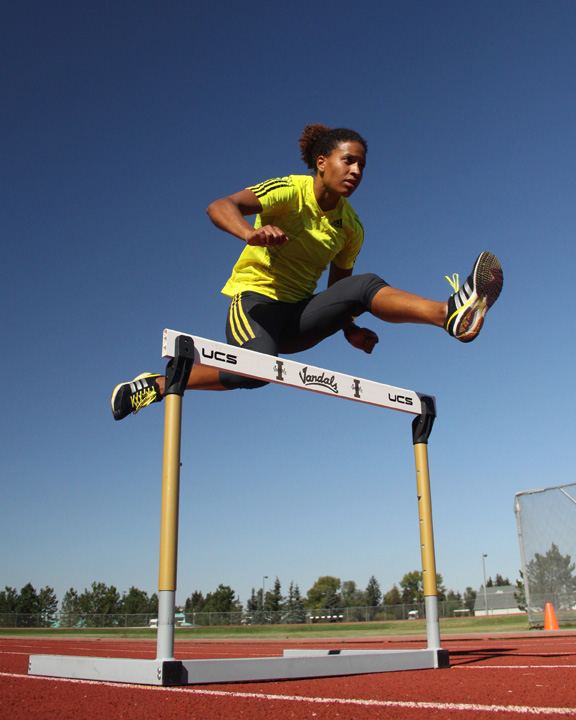
Angela Whyte – ausgeschieden
als Fünfte des dritten Vorlaufs

17. August 2008, 19:14 Uhr
Wind: −0,1 m/s
| Platz | Name                   | Nation         | Zeit    |
| ----- | ---------------------- | -------------- | ------- |
| 1     | Delloreen Ennis-London | Jamaika        | 12,82 s |
| 2     | Sally McLellan         | Australien     | 12,83 s |
| 3     | Sarah Claxton          | Großbritannien | 12,97 s |
| 4     | Julija Kondakowa       | Russland       | 13,07 s |
| 5     | Angela Whyte           | Kanada         | 13,11 s |
| 6     | Yenima Arencibia       | Kuba           | 13,43 s |
| 7     | Flora Redoumi          | Griechenland   | 13,56 s |
| 8     | Edit Vári              | Ungarn         | 13,59 s |

### Vorlauf 4

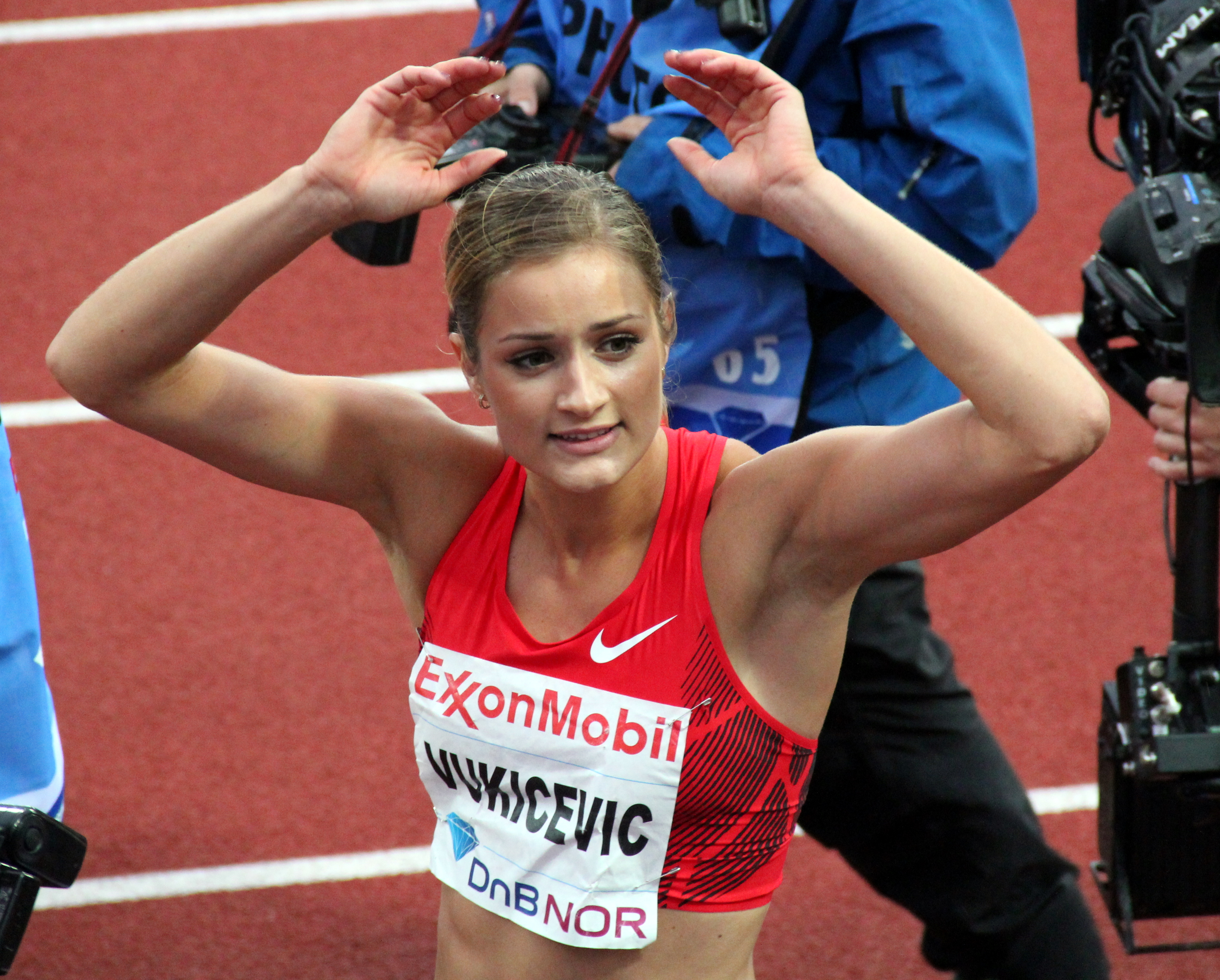
Christina Vukicevic – ausgeschieden
als Vierte des vierten Vorlaufs

17. August 2008, 19:21 Uhr
Wind: −0,6 m/s
| Platz | Name                | Nation     | Zeit    | Anmerkung |
| ----- | ------------------- | ---------- | ------- | --------- |
| 1     | LoLo Jones          | USA        | 12,71 s |           |
| 2     | Anay Tejeda         | Kuba       | 12,84 s |           |
| 3     | Reïna-Flor Okori    | Frankreich | 12,98 s |           |
| 4     | Christina Vukicevic | Norwegen   | 13,05 s | PB        |
| 5     | Tatjana Dektjarjowa | Russland   | 13,05 s |           |
| 6     | Natalja Iwoninskaja | Kasachstan | 13,20 s |           |
| 7     | Olutoyin Augustus   | Nigeria    | 13,34 s |           |
| 8     | Jeimy Bernárdez     | Honduras   | 14,29 s |           |

### Vorlauf 5

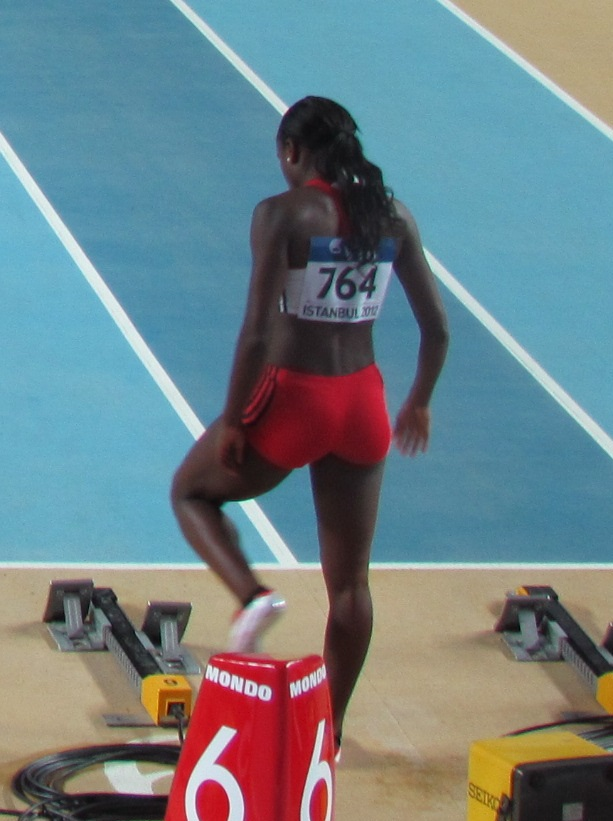
Aleesha Barber – ausgeschieden mit Landesrekord als Vierte des fünften Vorlaufs
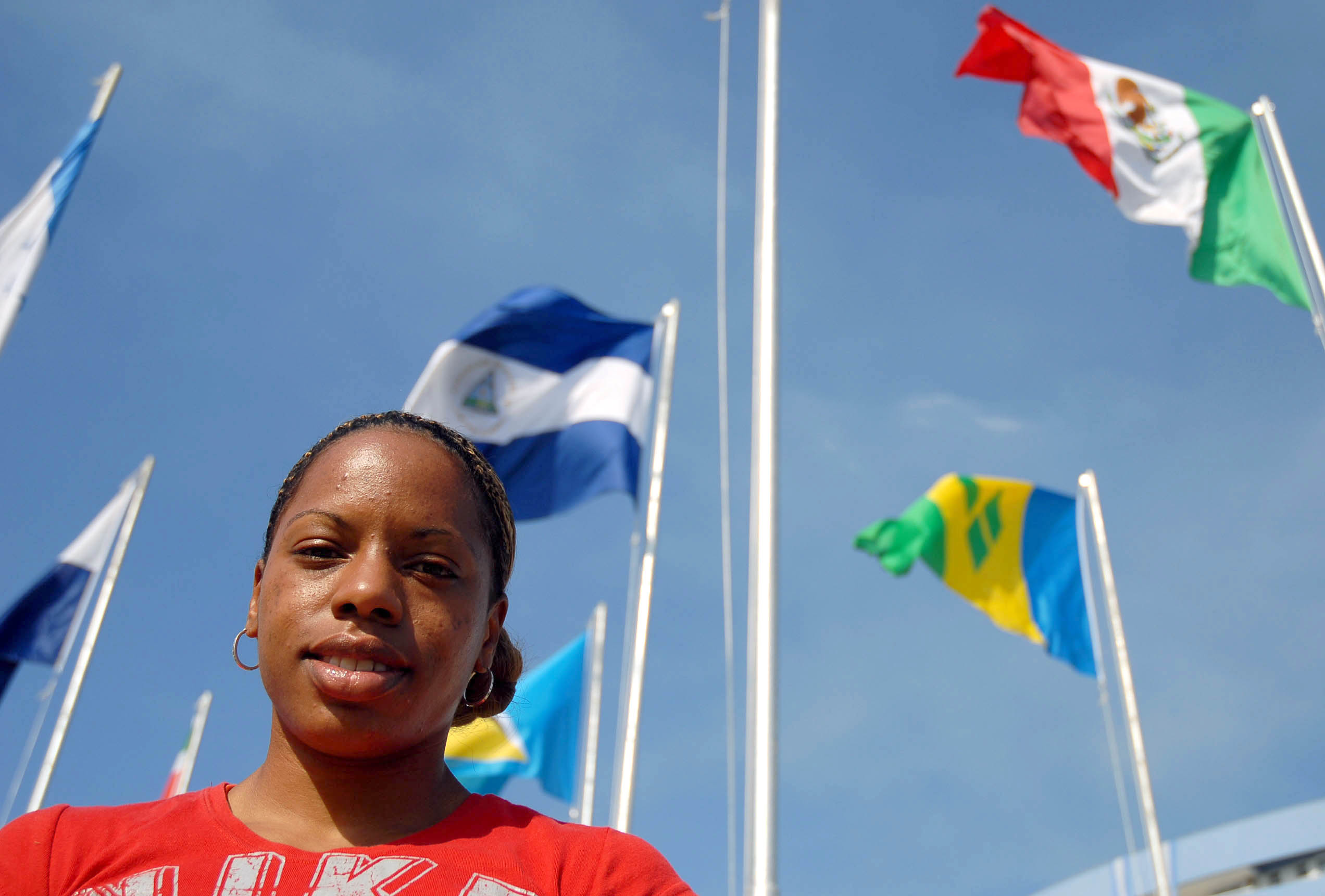
Nadine Faustin – ausgeschieden als Sechste des vierten Vorlaufs

17. August 2008, 21:00 Uhr
Wind: −0,8 m/s
| Platz | Name                   | Nation              | Zeit    | Anmerkung |
| ----- | ---------------------- | ------------------- | ------- | --------- |
| 1     | Brigitte Foster-Hylton | Jamaika             | 12,68 s |           |
| 2     | Dawn Harper            | USA                 | 12,73 s |           |
| 3     | Anastassija Pilipenko  | Kasachstan          | 12,99 s |           |
| 4     | Aleesha Barber         | Trinidad und Tobago | 13,01 s | NR        |
| 5     | Ievgeniia Snigur       | Ukraine             | 13,06 s |           |
| 6     | Nadine Faustin         | Haiti               | 13,25 s |           |
| 7     | Dedeh Erawati          | Indonesien          | 13,49 s | NR        |
| DNF   | Fatmata Fofanah        | Guinea              |         |           |

## Halbfinale

### Lauf 1

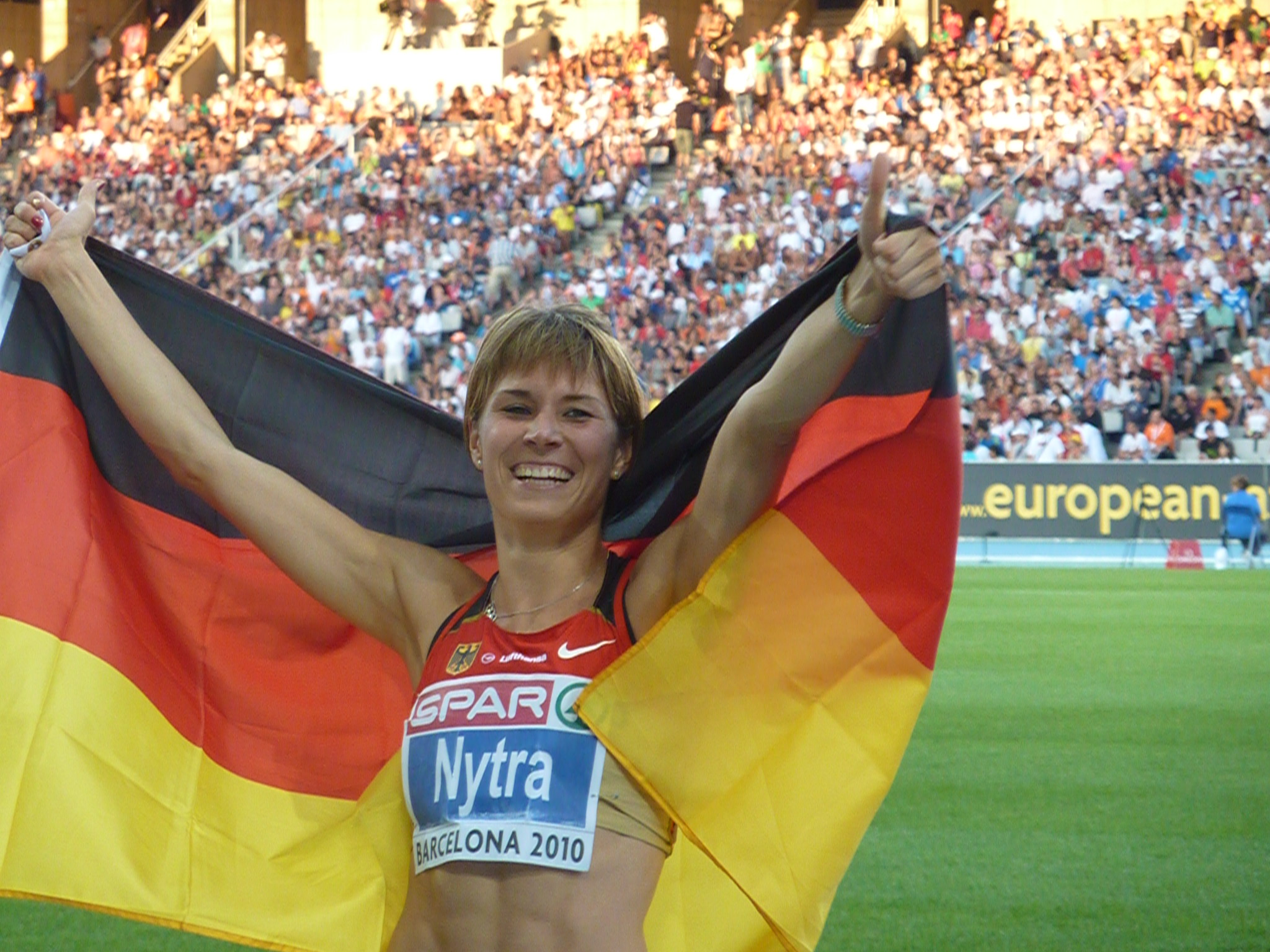
Carolin Nytra – ausgeschieden als Siebte des ersten Halbfinals
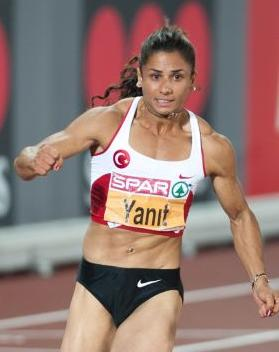
Nevin Yanıt – ausgeschieden als Achte des ersten Halbfinals

18. August 2008, 19:40 Uhr
Wind: +0,2 m/s
| Platz | Name                     | Nation      | Zeit    | Anmerkung |
| ----- | ------------------------ | ----------- | ------- | --------- |
| 1     | LoLo Jones               | USA         | 12,43 s | PB        |
| 2     | Delloreen Ennis-London   | Jamaika     | 12,67 s |           |
| 3     | Priscilla Lopes-Schliep  | Kanada      | 12,68 s |           |
| 4     | Sally McLellan           | Australien  | 12,70 s |           |
| 5     | Josephine Nnkiruka Oniya | Spanien     | 12,86 s |           |
| 6     | Aurelia Trywiańska       | Polen       | 12,96 s |           |
| 7     | Carolin Nytra            | Deutschland | 12,99 s |           |
| 8     | Nevin Yanıt              | Türkei      | 13,28 s |           |

### Lauf 2

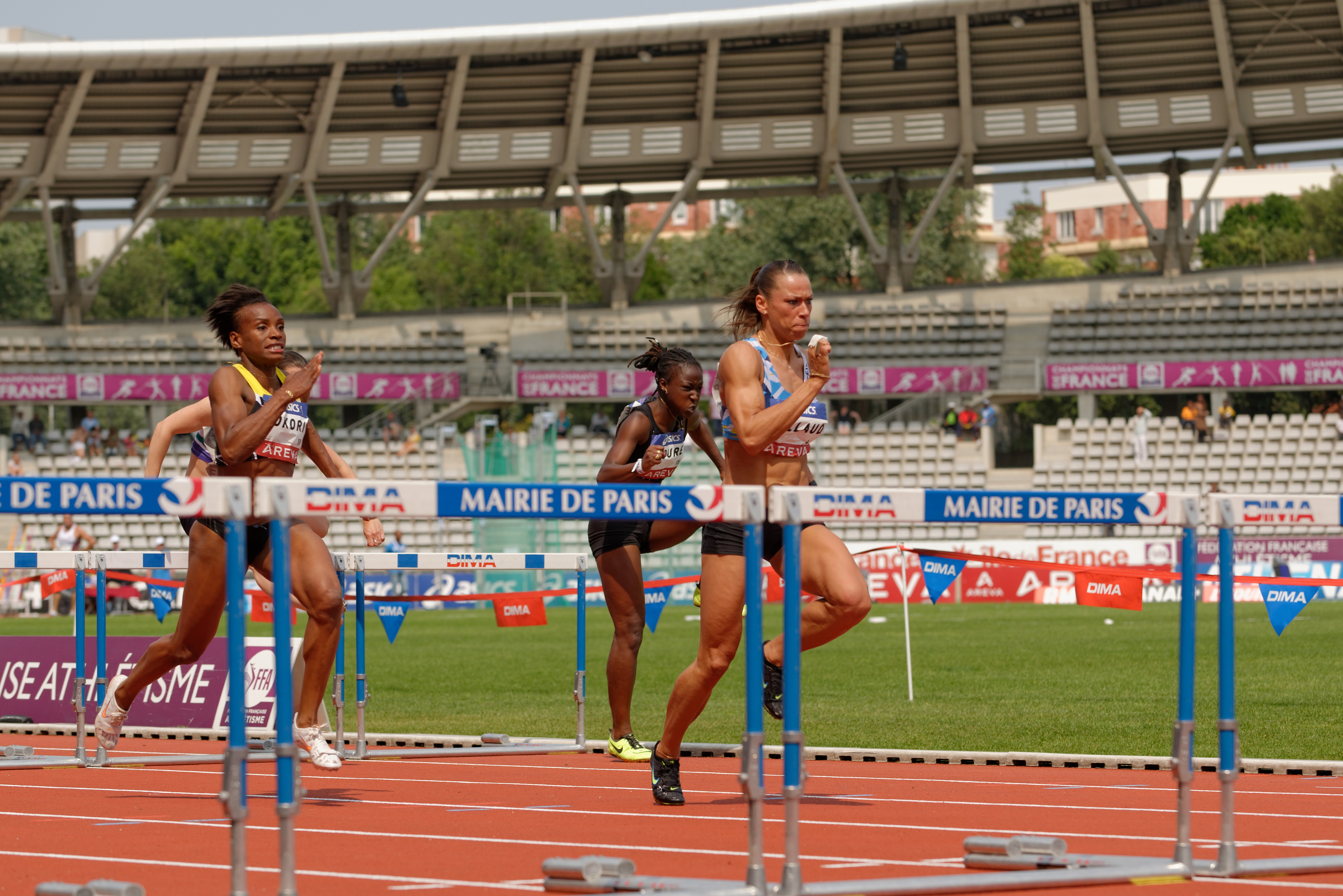
Reïna-Flor Okori (links bei den französischen Meisterschaften 2013) – ausgeschieden als Sechste des zweiten Halbfinals
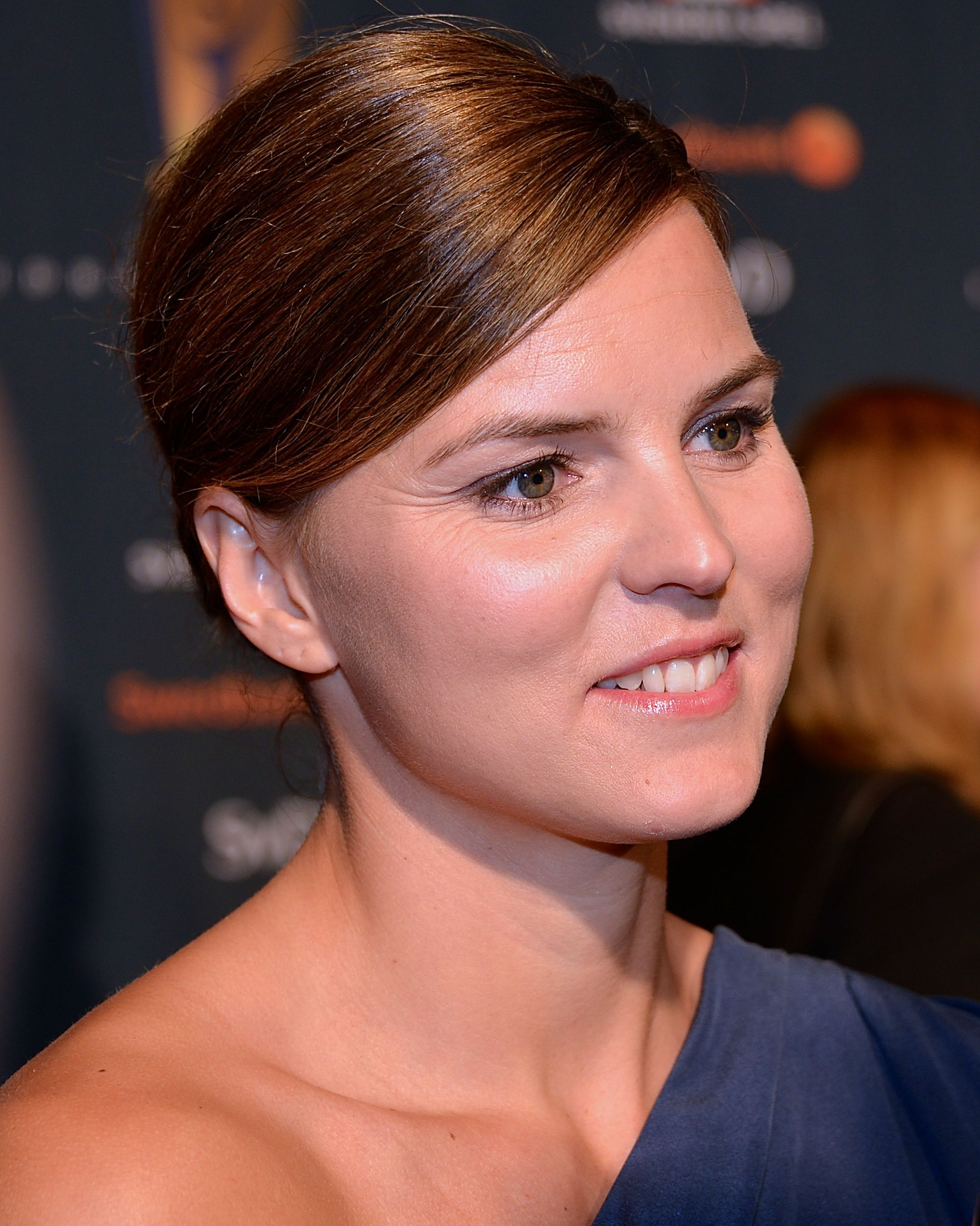
Susanna Kallur – ausgeschieden als Siebte des zweiten Halbfinals
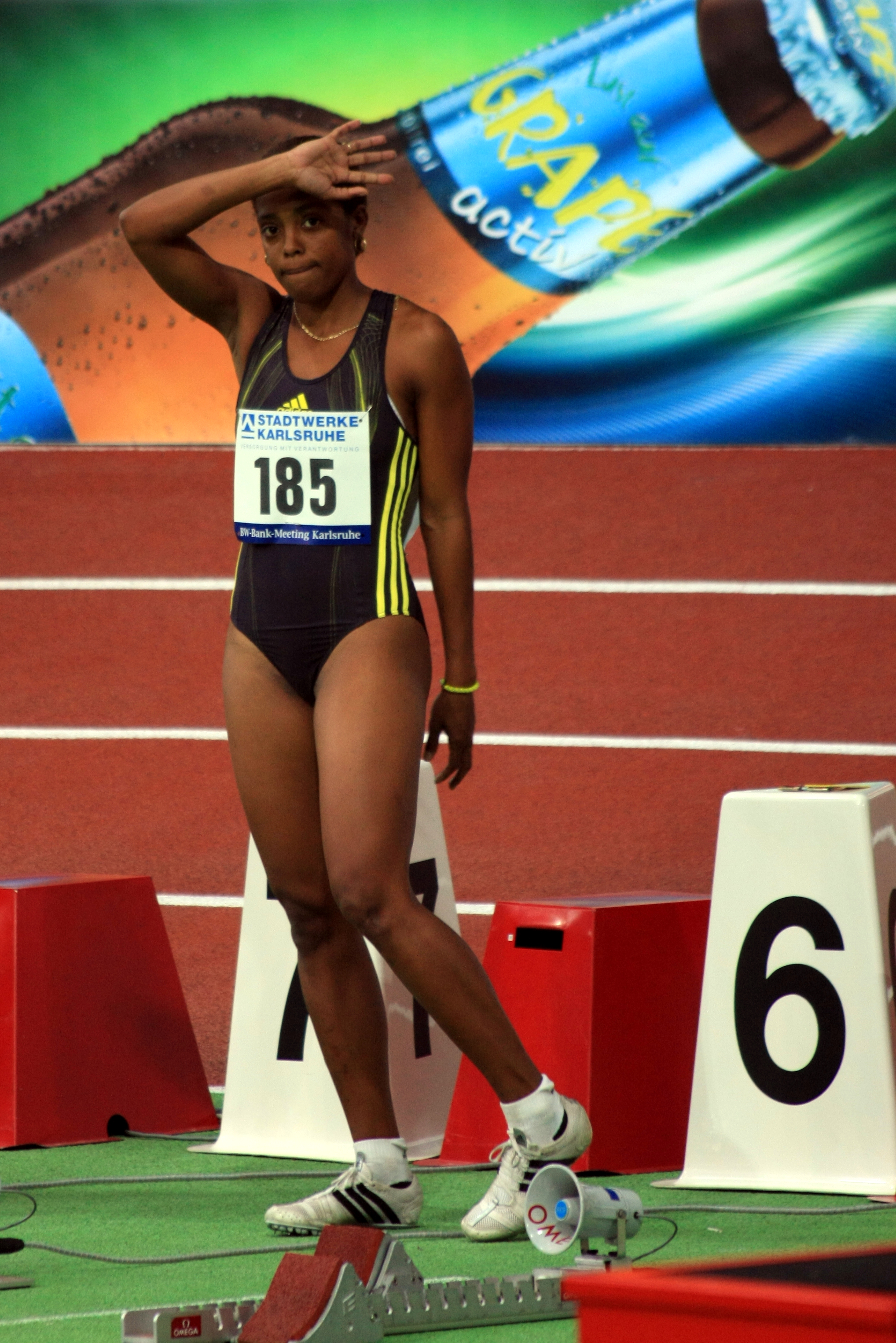
Anay Tejeda – im zweiten Halbfinale nicht im Ziel

18. August 2008, 19:48 Uhr
Wind: +0,2 m/s
| Platz | Name                   | Nation         | Zeit    |
| ----- | ---------------------- | -------------- | ------- |
| 1     | Damu Cherry            | USA            | 12,62 s |
| 2     | Dawn Harper            | USA            | 12,66 s |
| 3     | Brigitte Foster-Hylton | Jamaika        | 12,76 s |
| 4     | Sarah Claxton          | Großbritannien | 12,84 s |
| 5     | Vonette Dixon          | Jamaika        | 12,86 s |
| 6     | Reïna-Flor Okori       | Frankreich     | 13,05 s |
| DNF   | Susanna Kallur         | Schweden       |         |
| DNF   | Anay Tejeda            | Kuba           |         |

## Finale
19. August 2008, 22:30 Uhr
Wind: +0,1 m/s
| Platz | Name                    | Nation         | Zeit    |
| ----- | ----------------------- | -------------- | ------- |
| 1     | Dawn Harper             | USA            | 12,54 s |
| 2     | Sally McLellan          | Australien     | 12,64 s |
| 3     | Priscilla Lopes-Schliep | Kanada         | 12,64 s |
| 4     | Damu Cherry             | USA            | 12,65 s |
| 5     | Delloreen Ennis-London  | Jamaika        | 12,65 s |
| 6     | Brigitte Foster-Hylton  | Jamaika        | 12,66 s |
| 7     | LoLo Jones              | USA            | 12,72 s |
| 8     | Sarah Claxton           | Großbritannien | 12,94 s |

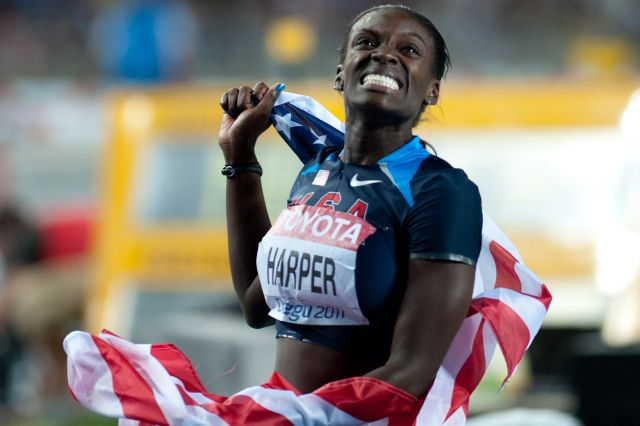
Olympiasiegerin Dawn Harper

Favoritinnen für dieses Rennen waren die drei US-amerikanischen Läuferinnen, die von allen Teilnehmerinnen im Halbfinale den besten Eindruck hinterlassen hatten. Besonders LoLo Jones – im Vorjahr noch Sechste bei den Weltmeisterschaften – hatte mit ihren 12,43 s geglänzt. Aber auch Damu Cherry als Siegerin des zweiten Halbfinals hauchdünn vor Dawn Harper hatten sehr gut ausgesehen. Die jamaikanische WM-Dritte Delloreen Ennis-London gehörte ebenso wie ihre Landsfrau Brigitte Foster-Hylton und die Australierin Sally McLellan – spätere Sally Pearson – zu den Hauptkonkurrentinnen.
Im Finale standen sich drei US-Amerikanerinnen, zwei Jamaikanerinnen und je eine Hürdensprinterin aus Australien, Kanada und Großbritannien gegenüber.
Auf der ersten Streckenhälfte erarbeitete sich McLellan, die am schnellsten aus den Startblöcken gekommen war, mit einem makellosen Lauf einen Vorsprung. Dann stürmte Jones unwiderstehlich vorbei an ihr und sah schon aus wie die sichere Siegerin. Doch sie touchierte die vorletzte Hürde und kam dadurch komplett aus ihrem Rhythmus. Am meisten profitierte von ihrem Missgeschick Dawn Harper, die auf den letzten Metern noch einen deutlichen Sieg herauslief. Hinter der Goldmedaillengewinnerin ging es ausgesprochen eng zu. Mit genau einer Zehntelsekunde Rückstand belegten Sally McLellan und die Kanadierin Priscilla Lopes-Schliep in dieser Reihenfolge zeitgleich die Plätze zwei und drei. Nur eine Hundertstelsekunde später kamen Damu Cherry als Vierte und Delloreen Ennis-London als Fünfte ins Ziel. Eine weitere Hundertstelsekunde zurück belegte Brigitte Foster-Hylton Rang sechs vor LoLo Jones und der Britin Sarah Claxton.

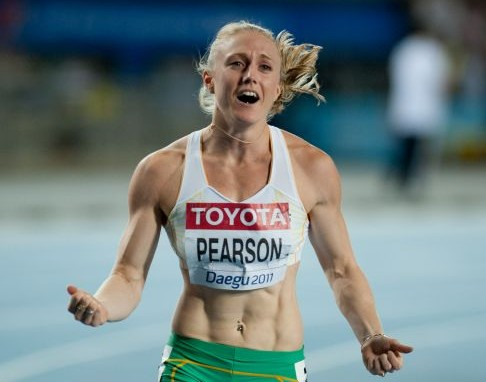
Silbermedaillengewinnerin Sally McLellan – spätere Sally Pearson
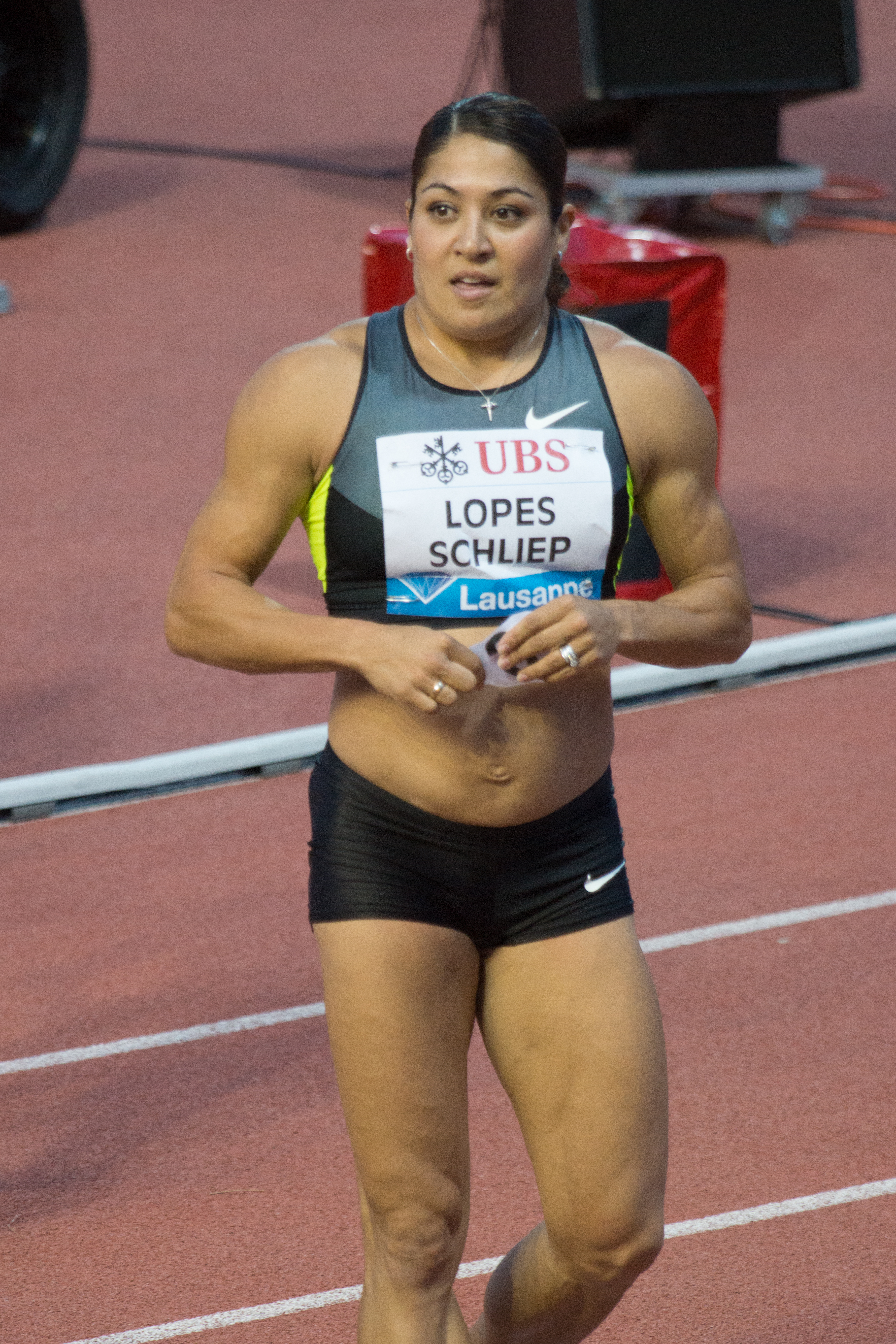
Überraschende Bronzemedaille für Priscilla Lopes-Schliep
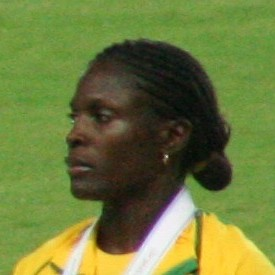
Die Olympiafünfte Delloreen Ennis-London
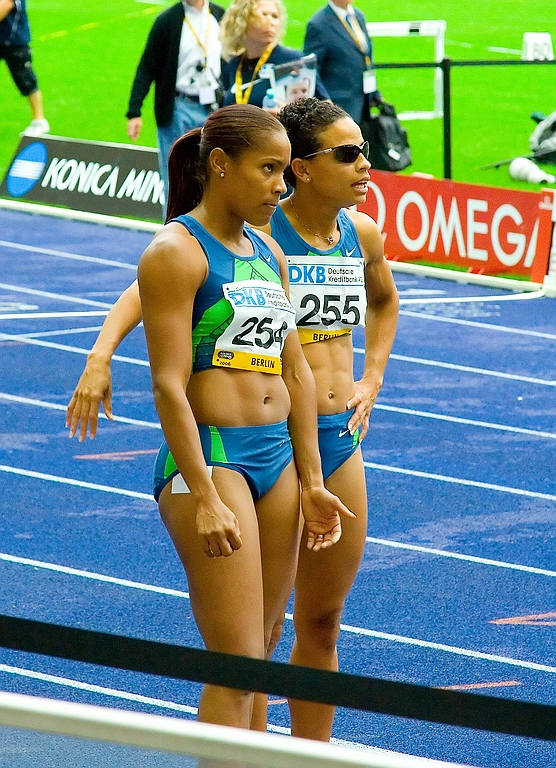
Brigitte Foster-Hylton (links) belegte Rang sechs
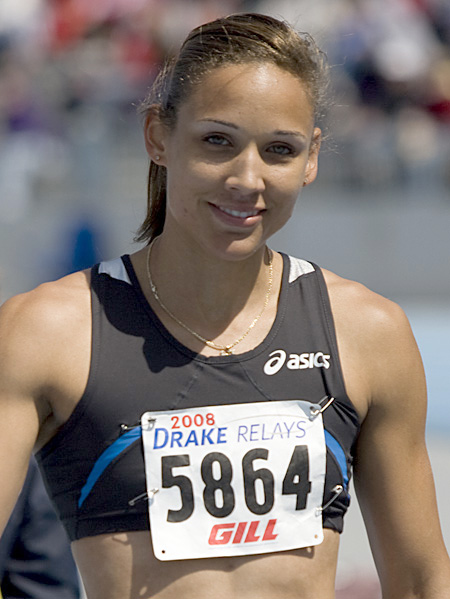
LoLo Jones musste sich nach einem Stolperer an der vorletzten Hürde mit Rang sieben zufriedengeben

## Video
- Athletics - Women's 100M Hurdles - Beijing 2008 Summer Olympic Games, youtube.com, abgerufen am 14. März 2022